# Ганзі (місто)
Ганзі (англ. Ghanzi) — місто на заході Ботсвани, адміністративний центр округу Ганзі. Відомий як столиця Калахарі. Розташований за 546 км на північний захід від столиці країни, Габороне, і за 66 км на схід від кордону з Намібією.
Назва міста походить з мови наро і означає приблизно «товсті окости» (маються на увазі вгодовані антилопи, що збираються на місцеві водопої). Населення за даними на 2012 рік становить 12 570 осіб; за даними перепису 2011 воно налічувало 12 267 чоловік.
Перші поселенці, бури, прибули в район Ганзі в 1897–1898 роках. Спочатку селище носило назву Камп. У місті діє відділення банку Барклайз, працюють три торгові центри. Ганзі є відправною точкою для мандрівників, які бажають відвідати дельту річки Окаванго, для цього в районі є багато кемпінгів і одна автозаправна станція на 500 км. Ще Ганзі називають містом бушменів — тут можна близько познайомитися з їх культурою, є крамниці, що торгують предметами бушменського побуту. Кожного серпня в місті проходить фермерський фестиваль, що привертає численних гостей.
З 1999 року місто пов'язане з Габороне асфальтовим шосе; в 2006 році було підключене до широкосмугового інтернету.